# Julian Ślarzyński
Julian Zdzisław Ślarzyński (ur. 15 marca 1943) – polski działacz partyjny i państwowy, przedsiębiorca, w latach 1981–1990 wicewojewoda białostocki.

## Życiorys
Ukończył magisterskie studia inżynierskie. Został członkiem Polskiej Zjednoczonej Partii Robotniczej, był m.in. przewodniczącym Powiatowej Rady Narodowej w Gołdapi (do 1973) i naczelnikiem powiatu gołdapskiego (1973–1975). Później ok. 1981–1990 zajmował stanowisko wicewojewody białostockiego, w czasie stanu wojennego z urzędu zasiadał w Wojewódzkim Komitecie Obrony w Białymstoku. W III RP zajął się działalnością biznesową, został wspólnikiem i członkiem rad nadzorczych m.in. Agromy, Awalo Kośla oraz Białostockiej Giełdy Wschodniej. W 2010 kandydował do białostockiej rady miejskiej z listy SLD.